# Débat autour du nom de l'Azerbaïdjan

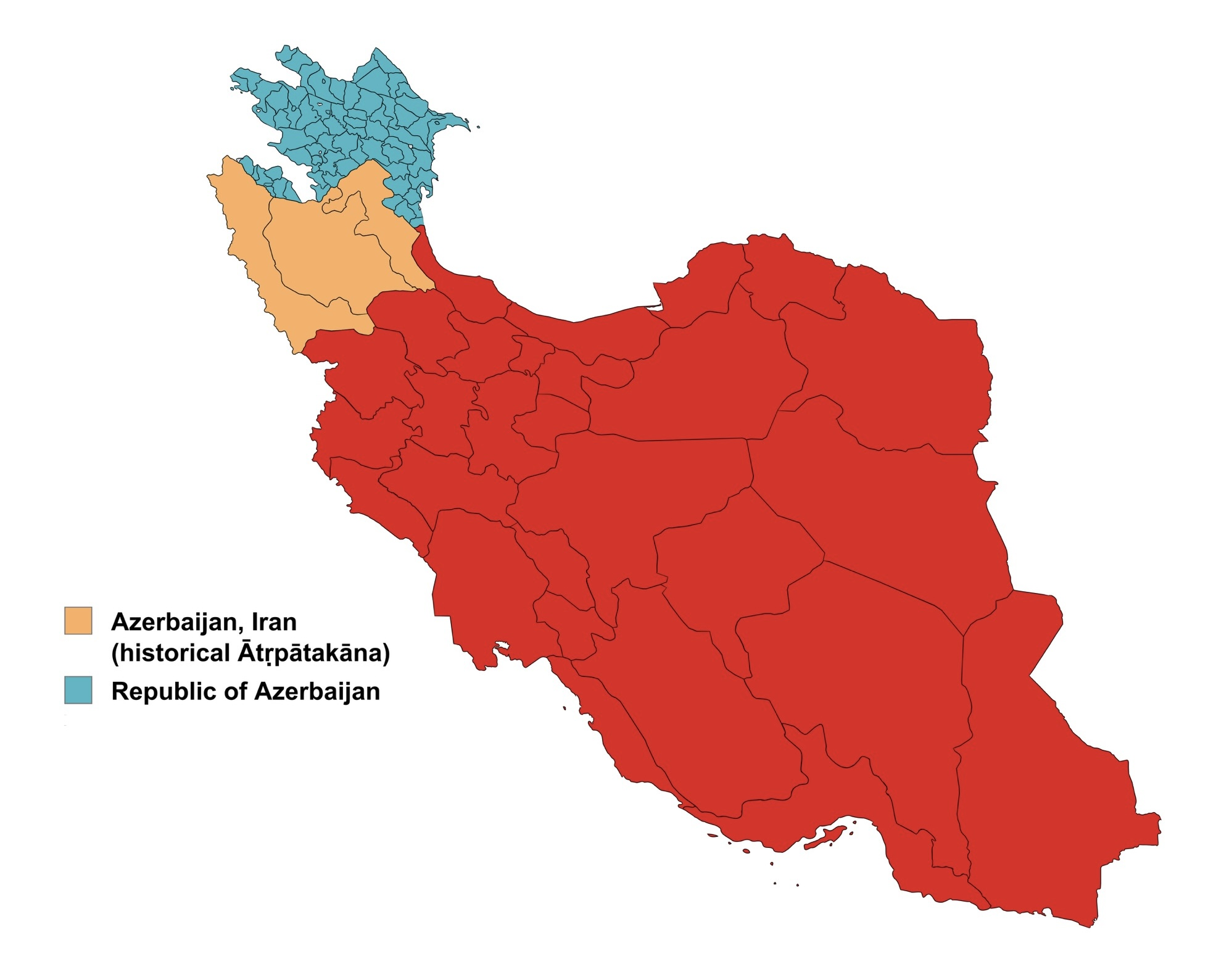
Carte de la région d'Azerbaïdjan en Iran et de la république d'Azerbaïdjan dans le Caucase du Sud.

Depuis 1918, le toponyme « Azerbaïdjan » est l'objet d'une controverse, entre la région d'Azerbaïdjan en Iran et la république d'Azerbaïdjan dans le Caucase du Sud. Le toponyme appartient historiquement à la région d'Azerbaïdjan en Iran,,,, région située dans le quart nord-ouest du pays, au sud de l'Araxe, tandis que les historiens et les géographes désignaient généralement la région au nord de l'Araxe sous les noms d'« Arran »,,, et de « Chirvan », même si le nom d'« Azerbaïdjan » a parfois pu être étendu à cette région au fil du temps. Le 28 mai 1918, à la suite de l'effondrement de l'Empire russe, la république démocratique d'Azerbaïdjan fut proclamée au nord de l'Araxe, déclenchant la polémique.

## Historique
Le nom d’Azerbaïdjan vient d'Ātṛpātakāna, nom perse antique de l'Atropatène (actuelle région d’Azerbaïdjan en Iran), au sud de l'Araxe.
La région au nord de l'Araxe (actuelle république d'Azerbaïdjan) était appelée Albanie du Caucase durant l’Antiquité. Après l'islam, elle fut appelée Arran et Chirvan, même si certains auteurs médiévaux ont parfois pu élargir la définition de l'Azerbaïdjan pour inclure la région au nord de l'Araxe.
Dans son Dictionnaire des pays (Muʿjam al-buldān), le géographe médiéval Yaqut al-Hamawi distingue clairement l'Arran de l'Azerbaïdjan :
« أَرَّانُ بالفتح وتشديد الراء وألف ونون اسم أعجمي لولاية واسعة وبلاد كثيرة منها جنزة وهي التي تسمّيها العامّة كَنْجَة وبَرْذَعة وشَمْكُور وبَيْلَقَانُ وبين أذربيجان وأرّان نهر يقال له الرس كلّما جاوَرَهُ من ناحية المغرب والشمال فهو من أرّان وما كان من جهة المشرق فهو من أذربيجان »
« Arran est un nom iranien appartenant à un vaste territoire aux nombreuses villes, dont Janza – que tout  le monde appelle Kanja [Ganja] – et Bardhaʿa, Shamkūr, et Baylaqān. Entre l'Azerbaïdjan et l'Arran est un fleuve appelé ar-Rass [l'Araxe]. Tout ce qui se trouve à l'ouest et au nord fait partie de l'Arran et tout ce qui est à l'est [et au sud] fait partie de l'Azerbaïdjan. »
La région au nord de l'Araxe fut conquise par l'Empire safavide au début du XVIe siècle. Elle fut enlevée à l'Empire qadjar par l'Empire russe au début du XIXe siècle.

## Proclamation de la république démocratique d'Azerbaïdjan
La république démocratique d'Azerbaïdjan fut proclamée au nord de l'Araxe en 1918, suscitant la polémique.

## Réactions

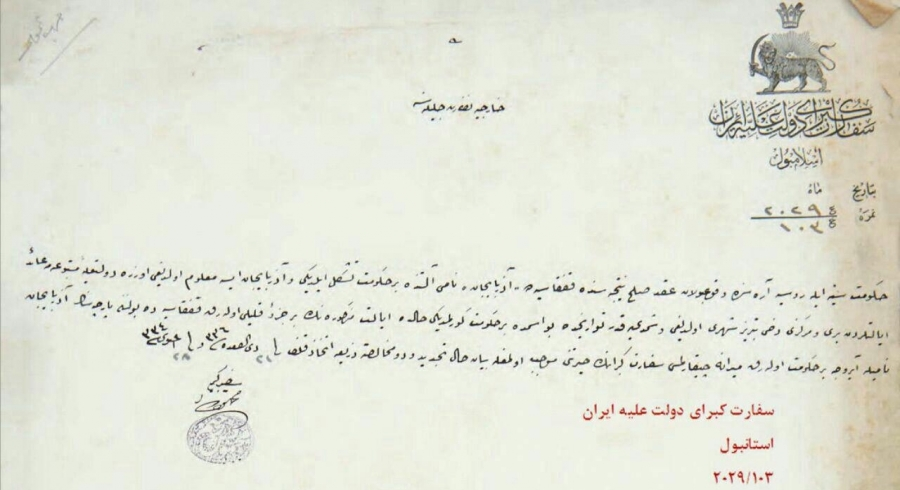
Lettre de protestation de l'ambassade d'Iran à Constantinople.

L'Iran protesta contre l'appropriation du nom d'« Azerbaïdjan » par la république caucasienne.